# Фінк
Фінк (англ. Finke River) — головна річка центральної Австралії довжиною близько 650 км. Вона починається зі злиття річок Дейвпорт-крик і Ормістон-крик на схилі хребта Макдоннел на південь від гори Зіл (Ziel) в австралійської Північної Території. Фінк протікає через ущелину Глен-Хелен і Пальмову долину, після чого її звивисте русло тягнеться переважно у південно-східному напрямку по рівнині Місіонерів. Після 65-кілометрової ущелини між хребтами Крихауф і Джеймс річка виходить на глинисто-піщану полонину, де з нею зливаються річки Палмер і Х'ю. Води Фінка досягають озера Ейр тільки за часів повені, коли вона перетворюється на ревучий потік і затоплює сотні квадратних кілометрів земель довкола свого мінливого і неглибокого річища. Решту часу річка являє собою ланцюжок пересихаючих невеликих озер, водоймищ та калюж, і зникає у пустелі задовго до влиття до озера Ейр.
Річка Фінк є однією з найстаріших річок світу. Вважається, що вона тече своїм сучасним руслом вже понад 400 мільйонів років. На користь такого твердження свідчить те, що русло Фінка пролягає поперек основних геологічних структур регіону — серії невисоких гірських хребтів. Впродовж того, як хребти повільно підіймалися серед полонини, річка також повільно прогризала своє русло крізь них, створюючи глибокі ущелини, гірські породи на берегах яких демонструють 400 мільйонів років ерозії. Якщо припустити, що колись верхні краї ущелин були на одному рівні з річкою, і річка повинна була текти крізь них принаймні 400 мільйонів років, щоб створити ущелини, які ми сьогодні спостерігаємо.
Фінк збирає до себе води з басейну площею 115 000 км². Першим з європейців річку відвідав у 1860 році Джон М. Стюарт; він назвав її на честь Вільяма Фінка, який фінансував його експедицію.